# Ридлинген
Ридлинген (на немски: Riedlingen, алем.: Riadlenga) е град на Дунав в Баден-Вюртемберг, Германия с 10 451 жители (към 31 декември 2015).
Споменат е за пръв път в документ през 835 г.